# Game Insight
Game Insight est un développeur et éditeur de jeux mobiles gratuits et de jeux de réseaux sociaux, dont le siège est à Vilnius, en Lituanie. La société a été fondée en 2009 et est dirigée par Anatolijs Ropotovs en tant que PDG, l'ancienne fondatrice Alisa Chumachenko ayant démissionné en 2014. Game Insight est connu pour ses jeux gratuits pour iOS, Android, Windows Store, tels que Paradise Island, Airport City, The Tribez. Game Insight a développé le premier jeu d'objets cachés pour Facebook, Mystery Manor. Le portefeuille de Game Insight comprend plus de 45 jeux gratuits, y compris des jeux mobiles pour Google Play, App Store, Windows Store, Amazon AppStore et des jeux pour les réseaux sociaux, tels que Facebook, localisés en 10 langues et joués dans 218 pays de le monde. La société emploie plus de 500 personnes dans le monde. 

## Histoire
Game Insight a été fondé en 2009. En 2010, la société a lancé son premier jeu, Paradise Island (à l'origine "Resort World"), pour le réseau social Facebook; plus tard, le jeu est sorti pour les plates-formes mobiles. Paradise Island pour Android a été le jeu le plus rentable sur Google Play pendant plus de 26 semaines consécutives. 
En 2011, la liste de jeux de la société a atteint 50 millions de MAU,,.   
En 2012, la société a ouvert son bureau à San Francisco, aux États-Unis. En avril 2014, Game Insight a fermé son bureau américain à San Francisco, qui emploie huit personnes, et le 29 mai a déménagé son siège social à Vilnius, en Lituanie, pour « renforcer sa position en tant qu'entreprise mondiale et renforcer sa présence en Europe en tant que l'un des marchés clés. » 
Depuis le 29 mai 2014, la société a son siège à Vilnius, en Lituanie. 

## Jeux et plateformes
Game Insight crée des jeux mobiles pour Android, iOS et Windows, ainsi que pour divers réseaux sociaux. Tous les produits Game Insight utilisent le modèle commercial Freemium, de sorte que les joueurs peuvent télécharger les jeux et commencer à y jouer gratuitement, et plus tard, ils peuvent acheter de la monnaie du jeu et différents objets si tel est leur choix. Le portefeuille de l'entreprise comprend les projets suivants:

### Jeux actifs
- Airport City (mai 2011)
- The Tribez (mars 2012)
- Mystery Manor (octobre 2010)
- Paradise Island 2
- Guns of Boom (mai 2017)
- Mirrors of Albion (octobre 2012)
- Treasure of Time
- Trade Island
- Survival Arena
- Mercs of Boom (auparavant X-Mercs) - iOS (octobre 2015)
- Transport Empire - iOS, Android (avril 2014)[13]
- The Tribez & Castlez - iOS, Android, Amazon (février 2014), Facebook (février 2014)
- 2020: My Country - iOS, Android, Amazon, Windows 8, Windows Phone 8 (avril 2013), Facebook (avril 2014)
- Cloud Raiders – Android, iOS, Windows Store, Amazon (février 2014), Facebook (mars 2014)
- Dragon Eternity - iPad, iPhone, Android, Amazon (mars 2013), Facebook, Web (septembre 2013)
- Big Business Deluxe - iOS, Android, Amazon, Windows Store (août 2013)

### Jeux d'héritage (social/mobile)
- Need a Hero Tribez at War Running Shadow - Android, PC (mai 2014)
- Dragon Warlords - Android (septembre 2014)
- Adventure Era (Publication) - iOS (mars 2014)
- Sunshine Bay - iPad, iPhone (janvier 2014), Facebook (octobre 2013)
- Tank Domination - iPad, iPhone (décembre 2013)
- Hotel Enigma - iPad (décembre 2013), Facebook (août 2013)
- Love and Dragons - iPad (octobre 2013)
- Cat Story (Publication) - iPhone, iPad, Android (septembre 2013)
- Legacy of Transylvania - iOS (septembre 2013), Yahoo! Mobage (avril 2013)
- Starborn Wanderers - iOS, Android (juillet 2013)
- Battle Towers (Publication) - Android, iOS (avril 2013)
- Hidden Land - iOS (février 2013)
- Elements Battle - Android (décembre 2012)
- My Railway - iOS (juillet 2012) / Android (janvier 2012)
- Enchanted Realm - iOS (juillet 2012) / Android (décembre 2011)
- Rule the Kingdom - Amazon (juillet 2012) / iOS (juin 2012) / Android (avril 2012), Facebook (mai 2013)
- My Country - Android (août 2012) / iOS, Android Amazon, GetJar, Tstore Korea (août 2011), Facebook, Draugiem.lv, Bebo (décembre 2010)
- Big Business - Android (janvier 2012), Facebook (octobre 2010)